# Ivan Mikitenko
Ivan Kondratievitch Mikitenko (Иван Кондратьевич Микитенко), né le 25 août/6 septembre 1897 à Rodnoïe et mort le 4 octobre 1937, est un écrivain et dramaturge ukrainien soviétique de langue russe. 

## Biographie
Ivan Mikitenko naît dans une famille paysanne du gouvernement de Kherson. Il combat à la Première Guerre mondiale. Il est diplômé de l'Institut de médecine de Kharkov.
Il commence ses activités littéraires en 1922. Il est l'auteur des nouvelles Frères (1927), L'Enfance de Gavriil Kiritchenko (1928), Ourkagany (1928), du recueil de poèmes Feux et du roman Le Matin.

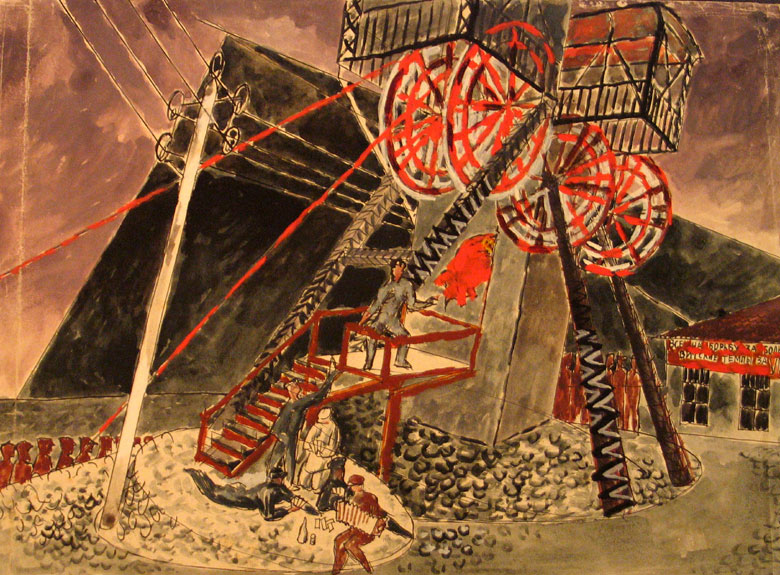
Décor de la pièce de Mikitenko Une affaire d'honneur (1931), papier et aquarelle.

Il montre aussi tout son talent de dramaturge dans ses pièces La Dictature (1929), Éclairez-nous, étoiles! (1930), Une affaire d'honneur (1931), Les Filles de notre pays (1933), Le Solo de flûte (1933-1936), Jours de jeunesse (1936), Quand le soleil s'est levé (1937, publié en 1962). Les pièces d'Ivan Mikitenko sont jouées dans beaucoup de théâtres d'URSS et sont traduites en d'autres langues. Il fait partie de la rédaction Histoire des fabriques et des usines. 
En octobre 1937, pendant les Grandes Purges staliniennes, il est accusé d'être un « ennemi du peuple », il est arrêté et deux semaines plus tard on le trouve mort par balles. Les autorités annoncent qu'il s'agit d'un suicide. Malgré l'absence de jugement, ses livres sont aussitôt interdits jusqu'au milieu des années 1950. 
Des enveloppes timbrées à son effigie sont éditées en 1987 en URSS et en 1997 en Ukraine.

## Adaptation à l'écran
- 1957: La Fin de Tchirva-Kozyr

## Hommage
- Une des rues de Kiev est baptisée de son nom dans le quartier de Voskressenka.

## Source de la traduction
- (ru) Cet article est partiellement ou en totalité issu de l’article de Wikipédia en russe intitulé « Микитенко, Иван Кондратьевич » (voir la liste des auteurs).